# 土浦市営球場
土浦市営球場（つちうらしえいきゅうじょう）は、茨城県土浦市の川口運動公園内にある野球場。霞ヶ浦湖畔に面した土浦港に隣接しており、土浦市内の野球試合会場としての利用の他、かすみがうらマラソン等のスポーツイベントの会場としても使用されている。

## 歴史
- 1950年　開設
- 1952年　初のプロ野球公式戦が開催される。ただし1954年を最後に二軍戦のみの開催となる。
- 1973年　翌1974年に開催されることとなっていた第29回国民体育大会（茨城国体）の野球会場として使用するために改修工事が行われた。
- 2001年9月11日　台風15号による強風で高さ10mの鉄製支柱の固定ボルトが根元からちぎれ、幅30mにわたってバックネットが倒壊する事故が発生した[1]。
- 2005年　拡張工事が行われ、センター112m→122m 両翼91m→99mとなった。
- 2011年～2012年　スコアボードを改修。磁気反転と発光ダイオードを組み合わせたもの（基本的な得点掲示は磁気反転であるが、薄暮、ナイター開催時や天候が曇り・雨のときはスコアボードをダイオードで照らす仕組み）を使う[2]。それまでは、手動式（パネル式）を採用していた。
- 2015年11月～2017年5月　観覧席を増設、LEDナイター照明を設置のため一時閉場[3]。
- 2017年4月　土浦ケーブルテレビ（J:COM茨城）が命名権を取得。同年より3年間の契約期間で、「J:COMスタジアム土浦（略称Jスタ土浦）」と決定された[4]。
- 2017年7月1日　改修工事が終了し、再開場。竣工式が執り行われた。
- 2019年　45年ぶりに開催される第74回国民体育大会（いきいき茨城ゆめ国体）において、軟式野球会場として使用される。また、当年度からベースボール・チャレンジ・リーグのリーグ戦に参加する茨城アストロプラネッツが公式戦を開催している[5]。
- 2020年2月 土浦ケーブルテレビ（J:COM茨城）が命名権を、2025年3月末までの5年間継続[6]。
- 2024年3月 スコアボードをフル画面LEDへリニューアル[7]
- 2025年3月 土浦ケーブルテレビ（J:COM茨城）が命名権を、2030年3月末までの5年間継続[8]。

## プロ野球開催実績

### 一軍公式戦
2018年終了時点で4試合が開催された。内訳はセ・リーグ1試合、パ・リーグ3試合。
- 1952年6月21日 大映スターズ 10-6 東急フライヤーズ　観衆：8,000人
- 1952年7月26日 毎日オリオンズ 5-3 西鉄ライオンズ　観衆：7,000人
- 1952年8月30日 国鉄スワローズ 3-2 大洋ホエールズ　観衆：5,000人
- 1954年9月19日 大映スターズ 1-4 近鉄パールス　観衆：1,500人

### 二軍公式戦

#### 新日本リーグ
- 1955年7月17日 読売ジュニアジャイアンツ 5-2 洋松ジュニアロビンス

#### イースタン・リーグ
- 1995年5月28日 ヤクルトスワローズ - 読売ジャイアンツ
- 2009年5月10日 読売ジャイアンツ 4-8 埼玉西武ライオンズ 　観衆：3,116人
- 2017年9月3日 北海道日本ハムファイターズ 2-1 千葉ロッテマリーンズ　観衆：3,911人
- 2018年6月24日 北海道日本ハムファイターズ 4-6 読売ジャイアンツ　観衆：5,059人
- 2019年6月22日 北海道日本ハムファイターズ 4-5 読売ジャイアンツ　観衆：3,507人

## 写真

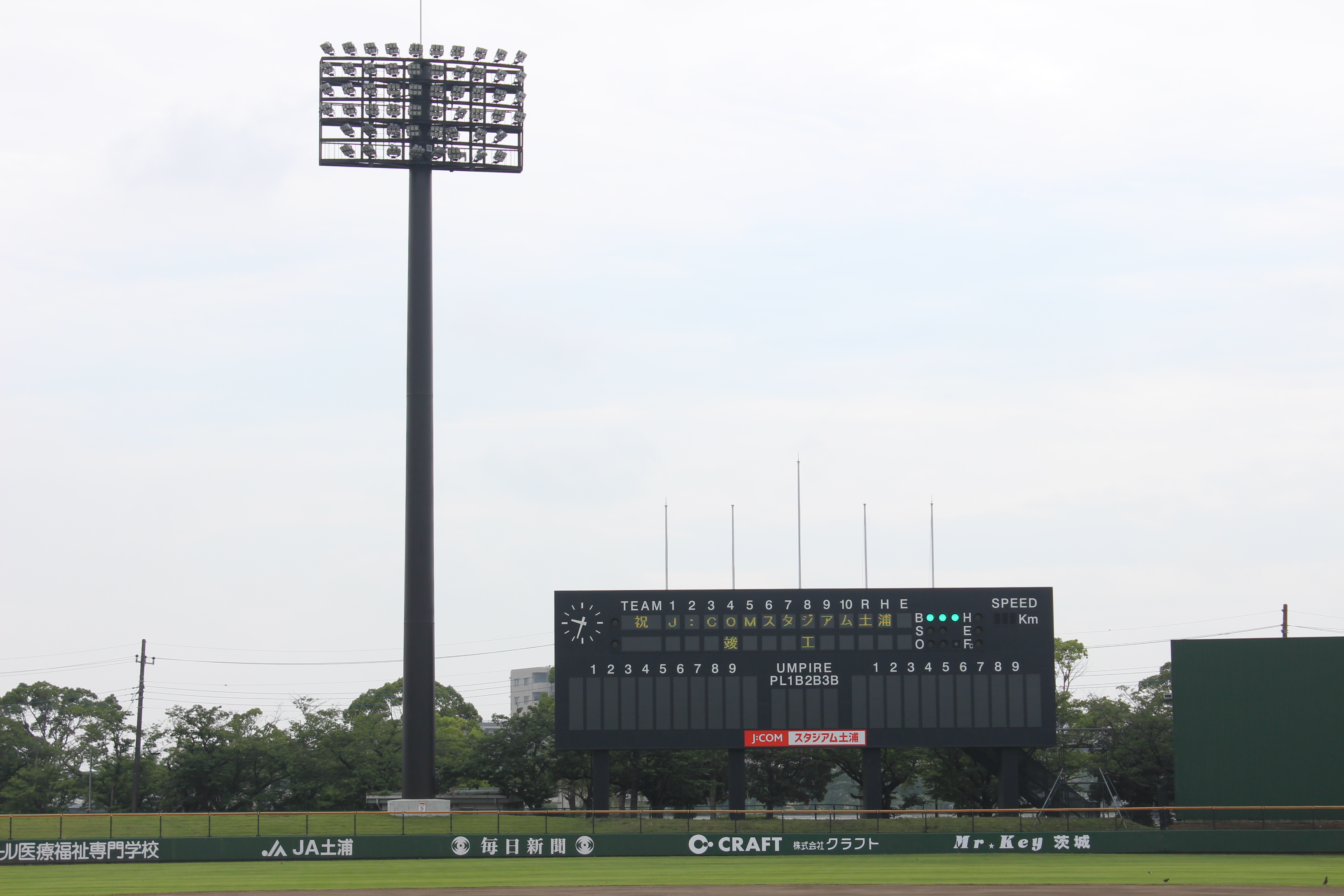
旧スコアボード
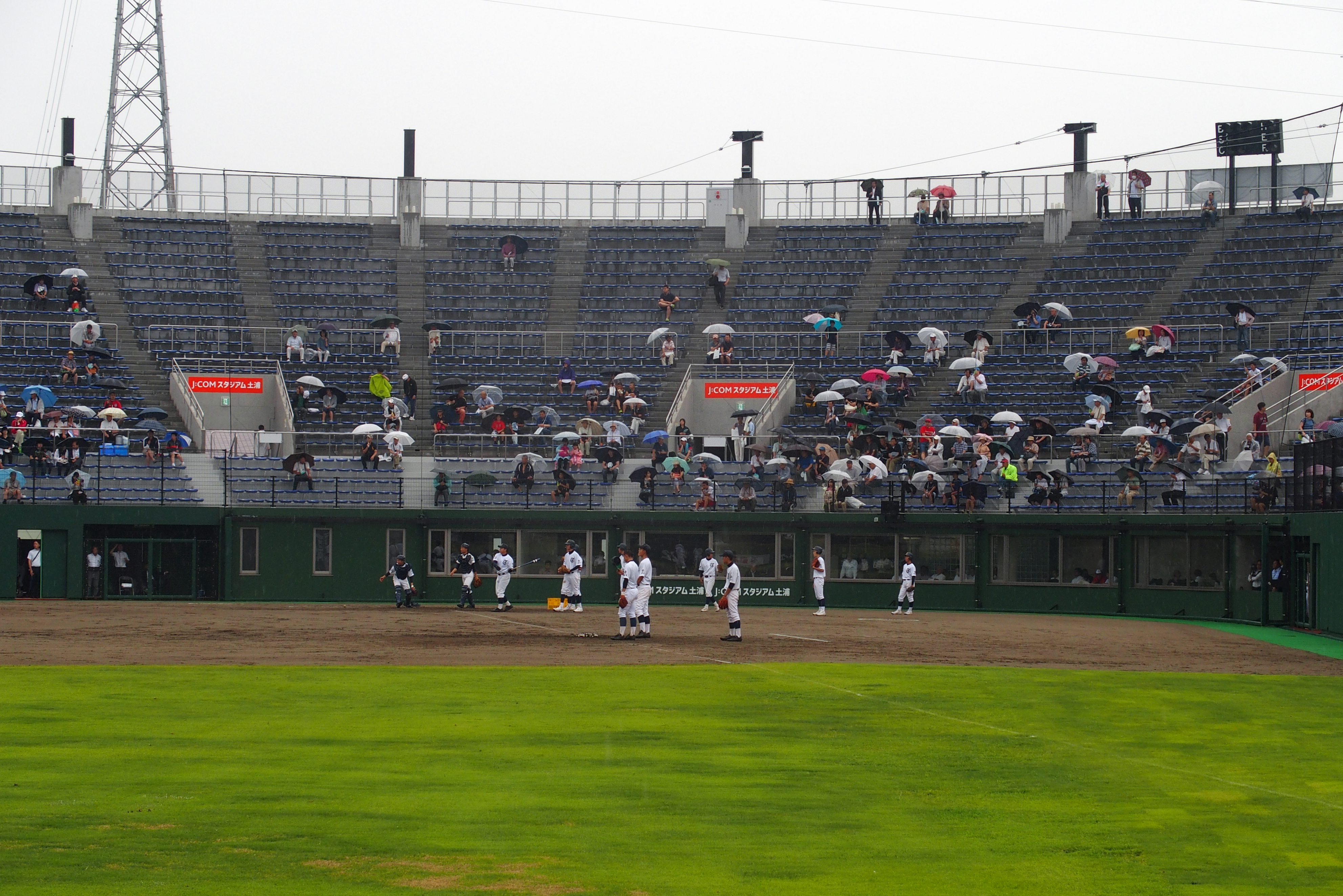
グラウンドレベル
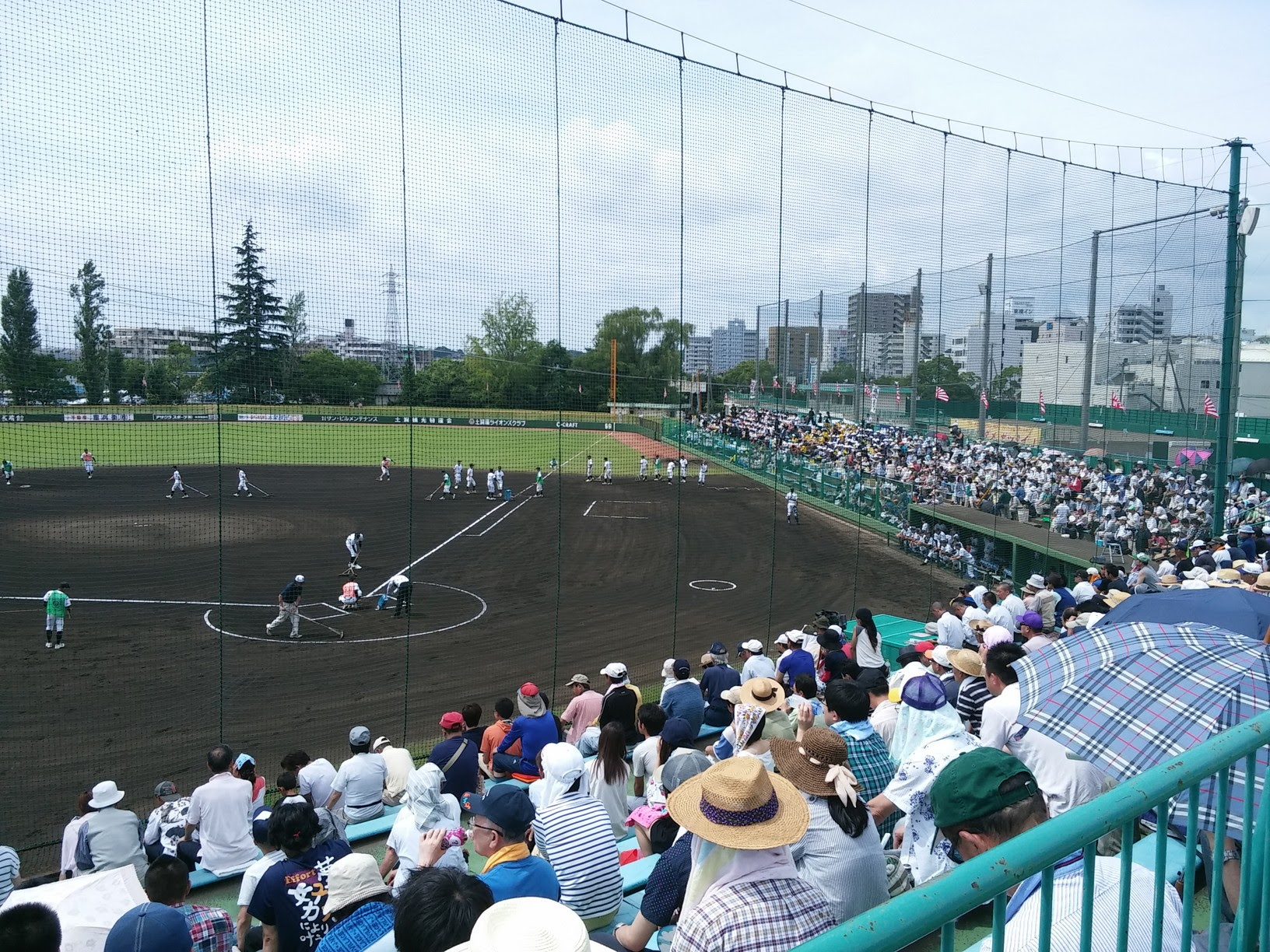
旧土浦市営球場 (2014年7月)
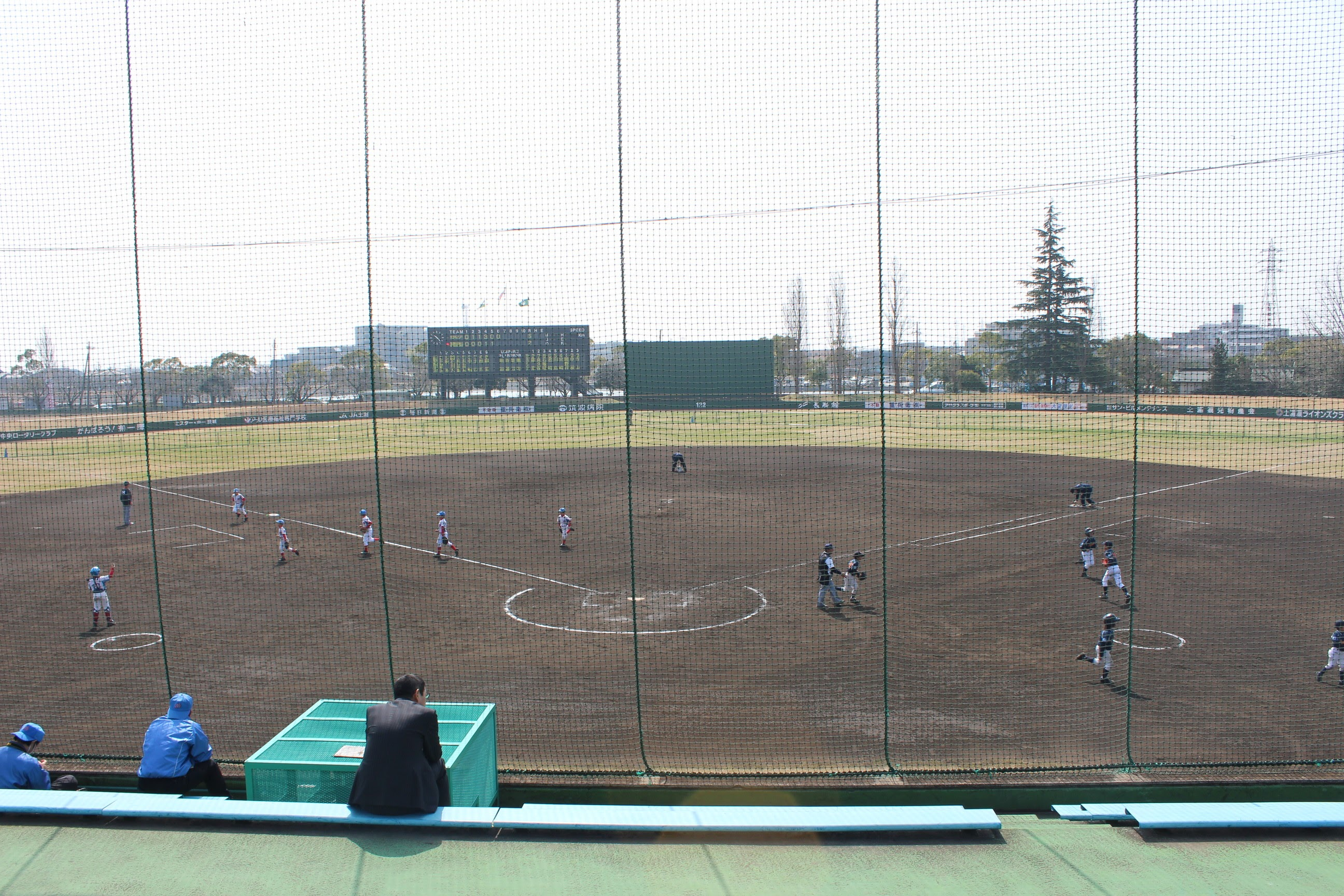
旧土浦市営球場全景 (2015年3月)
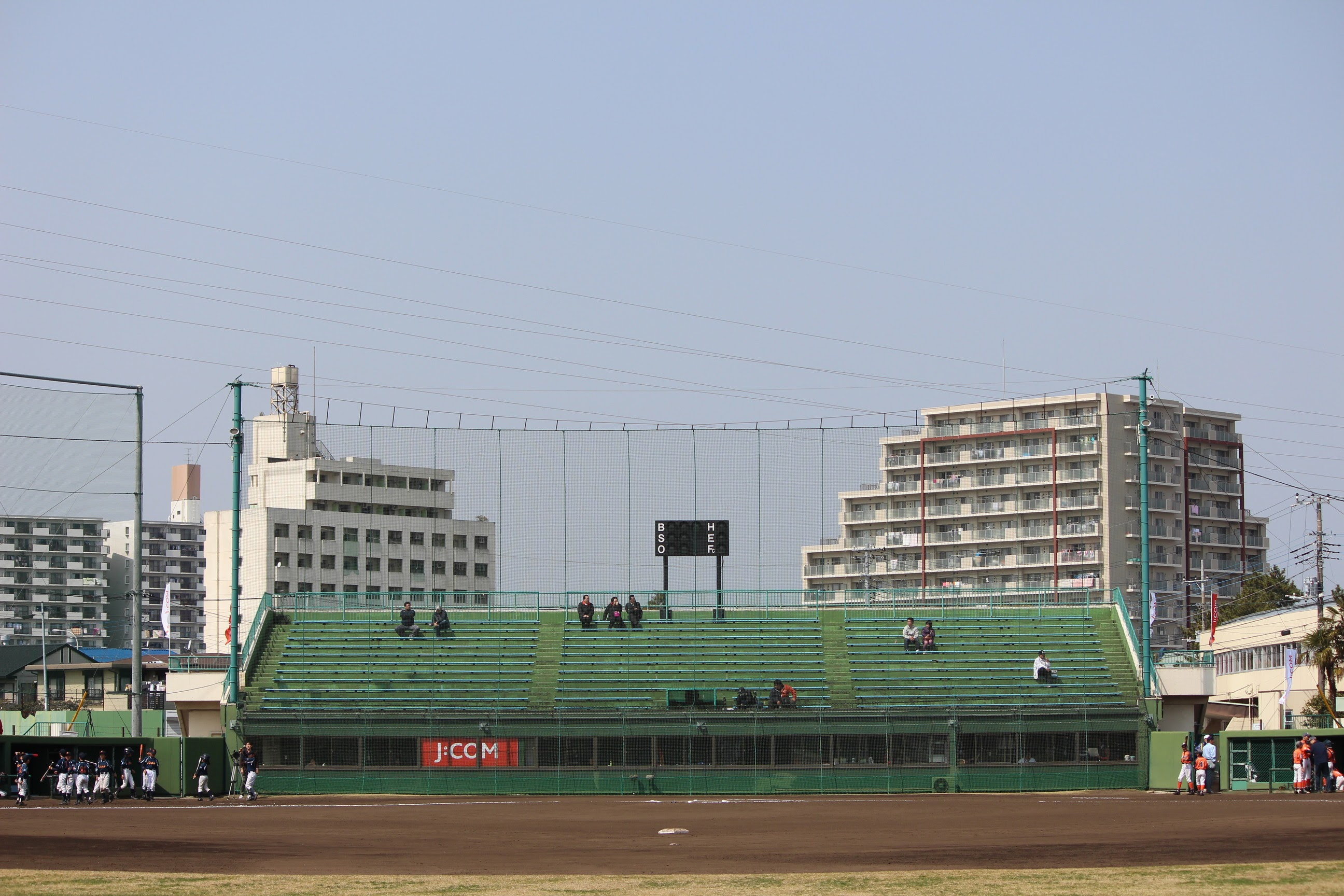
旧土浦市営球場全景 (2015年3月)

## 交通
- 常磐線（JR東日本）土浦駅下車、徒歩12分